# 悟性
悟性（ごせい）とは、英語のunderstanding、ドイツ語のVerstandに対する西周による訳語である。日本においては本来禅の用語であった。英和辞典や独和辞典を参照しても分かるように、この語はもともと「知性」や「理解力」などと同意義であるが、西洋哲学においては様々な哲学者がそれぞれの定義の下で用いる。ただ「知性」「理性」「感性」などとくらべて一般認知度が高い言葉とはいえず、悟性という言葉が、それが対応する外国語を邦訳する際に適切な言葉であるかどうかの問題がある。ただ、これではわかりにくく山口裕之は「理解力」と訳すのが良いと述べている。

## 概要
一般論としては、対象を理解する能力が悟性であり、その理解をもとに推論を行うのが理性である。
ジョン・ロックの「人間知性論（An Essay Concerning Human Understanding）」の最初の和訳は「悟性論」であった。
一般的には「思考の能力」などの意味で用いられる。
禅宗においては「ごしょう」と読み、人間に備わっている悟りを得る資質を意味する。達磨の著作とされる書物に「悟性論（ごしょうろん）」がある。

## カントの悟性論
イマヌエル・カントの悟性論は『純粋理性批判』で展開される。悟性は感性と共同して認識を行う人間の認識能力のひとつであり、概念把握の能力である。詳述すれば、物自体に触発されて直観による表象を行う下級認識能力である感性に対して、悟性は理性や判断力とともに上級認識能力のひとつであるとされる。人間の悟性には固有の形式があり、すべての可能な人間的認識に際してはこの形式が適用され、悟性による表象が可能になる。この固有の形式が、純粋悟性概念（カテゴリー）であって、量・質・関係・様態にそれぞれ3つ、合計12の純粋悟性概念が指摘される。カント以前に、懐疑論は人間の認識の確実性を問うたが、カントにおいては人間が外界の物を認識する際に発見する因果性は、純粋悟性概念によって保証されており、人間の認識の諸法則に沿うために確実なものである。これによってエウクレイデスの幾何学やニュートンの力学は、確実な認識である事が保証される。
一方、カテゴリーは悟性の対象となるもののみに当てはまる。すなわち感性的認識の対象とならず、単に思惟のみが可能な理性概念には当てはまらない。このためカントは従来の哲学が扱ってきた神や存在についての命題を否定する。しかし人間理性には形而上学への素質があり、本来当てはめることが出来ない対象へも悟性概念を適用しようとする。これは哲学を推進する主要な動機であり人間の本性として否定する事が出来ないが、しかしあくまでも悟性の誤用であって、人間は正しい悟性の使用を知らなければならないとされる。

### 追補・中山元訳『純粋理性批判』（光文社古典新訳文庫）
中山元訳による同書においては「悟性」という訳語は一部を除いて使用されておらず、「知性」という語が使用されている。

## ヘーゲルの悟性論
ゲオルク・ヴィルヘルム・フリードリヒ・ヘーゲルは『精神現象学』『大論理学』『小論理学』『精神哲学』において悟性論を展開している。ヘーゲルによれば、悟性は事物をばらばらに捉え、しかもそれらを固定化し、事物が運動や矛盾を含むものとして捉えられていない思考の能力とされる。その基盤となるのが、同一律（AはAである）・矛盾律（Aは非Aではない）・排中律（AはAでも非Aでもないものはない）などを持つ形式論理学である。

### 悟性の限界
形式論理学的思考に基づく悟性的思考は雑多な諸現象の本質を捉えようとして、法則を見出し、現象を引力と斥力、時間と空間などといった単純なものに還元する。しかし、これらの対立は固定化され、悟性的思考が捉えたものは単なるデータの寄せ集めでしかなくなる。『精神現象学』ではその後、悟性的意識は自己意識へと進むが、『小論理学』などでは悟性から理性への転換が示される。

### 補・長谷川宏訳『精神現象学』（作品社）におけるVerstand
長谷川宏はVerstandを従来の「悟性」ではなく「科学的思考」もしくは「知性」などと訳している。『精神現象学』(A)意識「3力と悟性」（岩波他）はヘーゲルが悟性的思考の典型としてニュートン力学を想定していることから、内容とタイトルとの整合性を持つものとして評価される一方、Verstandと科学を混同していることやカント的悟性論をはじめとした従来の「悟性論」を無視していることなどに対して批判もされている。